# Tumult. Vierteljahresschrift für Konsensstörung

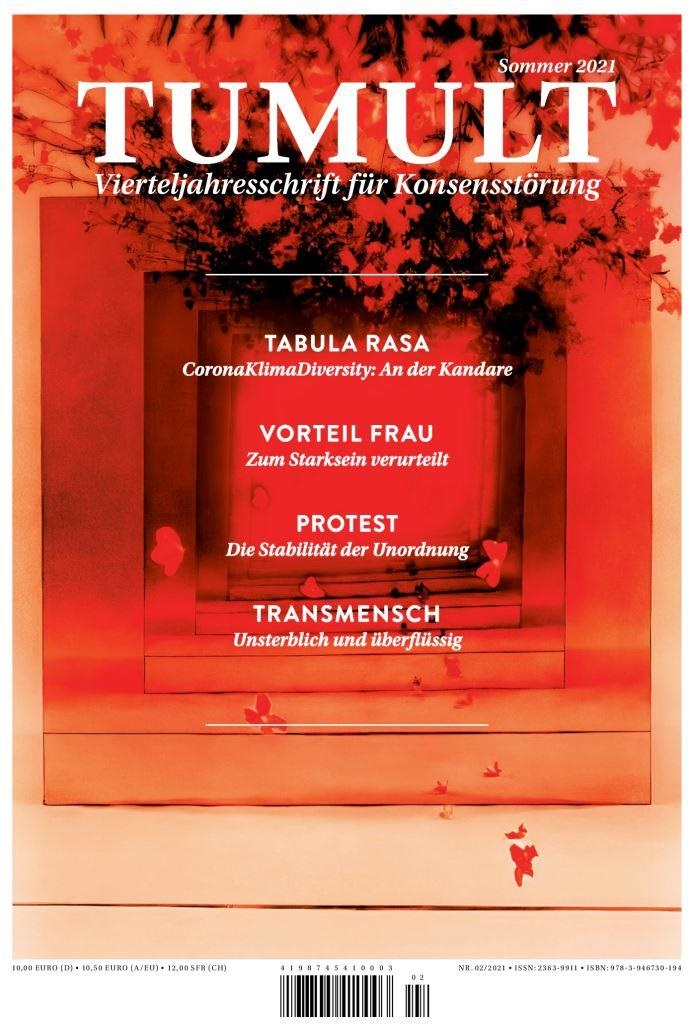
2021 Tumult Sommer

Tumult. Vierteljahresschrift für Konsensstörung (Eigenschreibweise: TUMULT) ist eine 2013 gegründete Zeitschrift, herausgegeben von Frank Böckelmann. Chefredakteur ist seit 2023 der frühere FAZ-Redakteur Carsten Germis.

## Vorgeschichte
Eine Schriftenreihe unter dem Titel Tumult. Schriften zur Verkehrswissenschaft existiert seit 1979. In den neunziger Jahren und nach der Jahrhundertwende wurde meist ein Band pro Jahr fertiggestellt, die verkaufte Auflage lag zwischen 200 und 400 Exemplaren. Die Redakteure Frank Böckelmann und Horst Ebner konzentrierten ihre Arbeitskraft ab Anfang 2013 auf die Entwicklung eines neuen TUMULT-Projekts – eines themenübergreifenden Periodikums, der Vierteljahresschrift für Konsensstörung. Böckelmann trat im Februar 2016 als Mitherausgeber der Schriften zur Verkehrswissenschaft zurück. Diese nunmehr von Ivo Gurschler, Andreas Leopold Hofbauer und Walter Seitter herausgegebene und im Sonderzahl Verlag (Wien) fortgesetzte Reihe legte im Oktober 2018 den Titelnamen Tumult ab.

## Gründung, Inhalt, Auflage
Die erste Ausgabe der Vierteljahresschrift erschien im Frühjahr 2013. Aber erst seit der zweiten Ausgabe (Frühjahr 2014) erscheint sie quartalsweise. Als Verleger und Inhaber der Zeitschrift fungiert ein gemeinnütziger Verein (Freunde der Vierteljahresschrift Tumult e. V.) mit Sitz in Dresden. Redigiert und verantwortet wurde sie bis einschließlich Ausgabe Winter 2015/16 gemeinsam von Frank Böckelmann, Dresden, und Horst Ebner, Wien. Im Dezember 2015 entbrannte im weiteren Mitarbeiterkreis der Vierteljahresschrift ein heftiger Disput über die Beiträge von Frank Böckelmann, Reinhard Jirgl, Wolfgang Hetzer, Rudolf Burger, Rolf Peter Sieferle und Ulrich Schacht (in Ausgabe Winter 2015/16) zum Thema der Massenimmigration aus Vorderasien und Afrika nach Europa, insbesondere Deutschland. Im Verlauf dieser Auseinandersetzung erklärten etwa 20 Autoren, dem ca. 100 Köpfe umfassenden „Mitarbeiterstamm“ nicht mehr angehören zu wollen. Gleichzeitig traten ebenso viele neue Autoren bei. Horst Ebner gab seine Funktion als Mitherausgeber auf. Er begründete diesen Schritt „mit der Art und Weise, wie in einer Stimmung kollektiver Überforderung vor allem Autoren aus dem engeren Umfeld der Zeitschrift auf das epochale Thema Massenwanderungen nach Europa reagierten: Weniger im argumentativen Widerspruch als vielmehr mit moralisierender Erregungsrhetorik wurden plötzlich wieder alte ideologische Frontlinien gezogen.“
Für die Entscheidung, TUMULT als Organ aktueller Auseinandersetzung neu zu gründen, nannten Böckelmann und Ebner vor allem zwei Gründe: „die auffällige Zurückhaltung der Intellektuellen angesichts der Konvulsion globaler Mächte und Märkte und der wachsende Konsensdruck in der öffentlichen Meinung online und offline“. Dieser Konsensdruck werde erzeugt von „global vernetzten Wirklichkeitspächtern“ (mächtigen Sinnproduzenten in Wirtschaft, Politik und Medien), von weltweit geknüpften Elite-Netzwerken, der „Reformierung der Hochschulen nach Maßgabe der Effizienzsteigerung“ und von einer in den „Gemeinschaften“ und Foren des Internets geschürten „hochkonformen Verständnisinnigkeit“. In der heute selbstgefällig zur Schau gestellten „Pluralität“ und „Weltoffenheit“ sahen die beiden damaligen Herausgeber „die Gleichschaltung (Einebnung) von heute“. Die Zeitschrift solle ein „unabhängiges Organ der Gegenwartserkundung fernab akademischer und volkspädagogischer Sprachregelungen“ sein und erklärtermaßen „keine wissenschaftliche Zeitschrift“.
Die Vierteljahresschrift für Konsensstörung präsentiert sich auf jeweils 96, neuerdings 112 Seiten als themenübergreifendes Forum, gegliedert in zwei Basisrubriken („Schneisen“ – in Heft Winter 2015/16 stattdessen „Die große Einwanderung“ – und „Belichtungen“), vier Sachrubriken („Räume des Politischen“, „Die Bewirtschaftung der Zukunft“, „Das Gespenst Sexualität“ und „Lebenswelt Netz“) und Seiten für Poesie („Landschaften“), redigiert von Alexander Schuller. Die Ausgaben in den Jahren 2014 und 2015 widmeten sich jeweils dem Werk eines bestimmten Denkers mit vorzugsweise unveröffentlichten Texten. Vorgestellt wurden auf diese Weise Walter Benjamin, Panajotis Kondylis, Georges Bataille, Carl Schmitt, Otto Gross, Richard Lewinsohn und Herbert Marcuse.
Dem Mitarbeiterstamm gehören ca. 100 Autoren an. Einige Autoren waren in den letzten Jahren jeweils mit mehreren Beiträgen vertreten: Konrad Adam, Jörg Bernig, Michael Böhm, Rudolf Brandner, Peter J. Brenner, Michael Esders, Egon Flaig, Lothar Fritze, Siegfried Gerlich, Jürgen Große, Bettina Gruber, Lorenz Jäger, Arne Kolb, Adorján Kovács, Josef Kraus, Frank Lisson, Dörthe Lütjohann, Jonathan Meynrath, Baal Müller, Rainer Paris, Friedrich Pohlmann, Josef H. Reichholf, Bernd Schick, Wolfgang Schivelbusch, Eberhard Sens, Werner Sohn, Takasaki, Uwe Tellkamp, Uwe Wolff und Michael Zeller. Zu den Autoren gehört auch der frühere Blaue-Narzisse Mitgründer und Autor und ehemalige Pro-Chemnitz-Fraktionsgeschäftsführer Benjamin Jahn Zschocke.  Dieser ist zudem amtierender Schatzmeister des Fördervereins der Tumult.
Einige Autoren wie Michael Böhm, Siegfried Gerlich, Bettina Gruber, Ulrich Schacht u. a. werden der „Neuen Rechten“ zugeordnet. Gerlich und Gruber (unter dem nom de plume Sophie Liebnitz) publizieren regelmäßig in der neurechten Zeitschrift Sezession; andere wie z. B. Lorenz Jäger haben sich von der „Rechten“ distanziert bzw. bestreiten die Zugehörigkeit zu einer politischen Strömung.
Die Tumult-Redaktion kennzeichnet ihre eigene politische Haltung nicht als „rechts“, „neurechts“ oder „konservativ“, sondern als „neoreaktionär“. Herausgeber Frank Böckelmann erläuterte dies im Oktober 2021 in einem Gespräch anlässlich seines 80. Geburtstag in der Zeitschrift Krautzone: „Wenn ich heute gefragt werde, wie ich mich selbst verstehe, antworte ich: als ‚neoreaktionär‘. Diesen Ausdruck habe ich von Houellebecq stibitzt. ‚Reaktionär‘ bin ich, indem ich ‚reagiere‘, nicht indem ich eine alte Gesellschaftsordnung wiederherstellen möchte. Ich reagiere auf eine Weltlage, die durch allseitige Entgrenzung gekennzeichnet ist: Telekommunikation, Fernverkehr, Finanzmärkte, globale Populärkultur, Internet. Der in einen Zustand der Haltlosigkeit Geschleuderte sehnt sich nach Heimat. Aber Sehnsucht allein bringt sie ihm nicht zurück.“.
Die Vierteljahresschrift erscheint in einer Druckauflage von 4000 Exemplaren (Stand 4/2023) und wird in den deutschsprachigen Ländern vor allem im Zeitschriftenhandel angeboten. Der Trägerverein der Zeitschrift betreibt einen eigenen Lieferdienst.

## Tumults Werkreihe
Herausgegeben von Frank Böckelmann, erscheint seit Anfang 2017 in der Manuscriptum Verlagsbuchhandlung (Lüdinghausen/Berlin) eine Reihe von Monographien, „empirisch fundierten Lageanalysen aus dem Autoren- und Themenkreis der Vierteljahresschrift“. Pro Jahr werden drei bzw. vier Bände vorgelegt. Erschienen sind im Jahr 2017 Arbeiten von Rolf Peter Sieferle (Das Migrationsproblem), Dimitrios Kisoudis (Was nun? Vom Sozialstaat zum Ordnungsstaat), Wolfgang Hetzer (Bankendämmerung) und Peter J. Brenner (Fremde Götter. Religion in der Migrationsgesellschaft), im Jahr 2018 Schriften von Parviz Amoghli und Alexander Meschnig (Siegen oder vom Verlust der Selbstbehauptung) und Josef Kraus (50 Jahre Umerziehung. Die 68er und ihre Hinterlassenschaften) und im Jahr 2019 Schriften von Werner Sohn (Ausländerkriminalität, Rechtsextremismus, Krawall. Eine Kritik der politisierten Kriminologie), Siegfried Kohlhammer (Auf Kosten der Dritten Welt?) und Egon Flaig (Was nottut. Plädoyer für einen aufgeklärten Konservatismus). Im Jahr 2020 schlossen sich an: Sprachregime. Die Macht der politischen Wahrheitssysteme von Michael Esders und Beschränkt souverän. Die Gründung der Bundesrepublik als „Weststaat“ – alliierter Auftrag und deutsche Ausführung von Jochen Lober. 2021 folgte Das Reich der großen Lüge. Essays zur Transformation Deutschlands von Friedrich Pohlmann, 2022 Die Ideologie der Menschenrechte und das Ethos des Menschseins von Rudolf Brandner sowie 2024 von demselben Autor Muslimische Immigration und das Versagen der politischen Vernunft Europas. 

## Rezeption
Der Charakter und die politische Ausrichtung der Vierteljahresschrift Tumult waren seit deren Gründung häufig Gegenstand von Kommentaren in den Feuilletons der Tages- und Wochenpresse. Sie wurden, den Sympathien der Rezensenten entsprechend, sehr unterschiedlich eingeschätzt. Heribert Seifert hob in der Neuen Zürcher Zeitung „die entschiedene Wendung zu Eigensinn und Eigenrecht des Besonderen“, die große „thematische Spannweite“ und das Nebeneinander „linker“ und „rechter“ Publizisten hervor, während die Frankfurter Allgemeine Zeitung die Vierteljahresschrift Tumult zur „Avantgarde der Neuen Rechten“ ernannte und in mehreren Artikeln – wie Der Spiegel – das Interesse der Zeitschrift an der Einführung antiuniversalistischer Begrifflichkeit („Hypermoral“, „Indifferenz“, „Positionslosigkeit“ u. a.) in den Mittelpunkt stellte. In der New York Times bezeichnete Christopher Caldwell Tumult als „contrarian quarterly“ (eine „konträre Vierteljahresschrift“). Harry Nutt resümierte in der Frankfurter Rundschau: „das Projekt Konsensstörung besinnt sich auf die subversiven Energien früherer Tage“. Lucius Teidelbaum schrieb, „als rechtes Magazin mit elitärem Anspruch“ sei Tumult „so etwas wie der Nachfolger des in die Mitte gerückten Magazins MUT“.
Auf der Frankfurter Buchmesse räumten unbekannte Täter in der Nacht vom 12. zum 13. Oktober 2017 den Gemeinschaftsstand der Manuscriptum Verlagsbuchhandlung und der Vierteljahresschrift Tumult nahezu vollständig leer und hinterließen Schmutz und obszöne Zeichnungen. Der Börsenverein des Deutschen Buchhandels hatte unmittelbar vor Messebeginn in einer Presseerklärung „zur aktiven Auseinandersetzung“ mit „rechten Verlagen“ aufgerufen. Die Frankfurter Allgemeine Zeitung berichtete am 14. Oktober über den Vorfall und erwähnte, Frank Böckelmann „lehnte die Bezeichnung seines Hauses als ‚rechter Verlag‘ ab; dies sei eine Zuschreibung, gegen die man sich nicht wehren könne“. Die Sächsische Zeitung teilte am selben Tag mit, dass Herausgeber Frank Böckelmann nicht über Verantwortlichkeiten spekuliere und „wegen des möglichen politischen Hintergrundes auch nicht moralisch entrüstet“, allerdings „auch nicht erstaunt“ sei.
In der Literarischen Welt kam Marc Reichwein am 16. Oktober 2017 zu dem Schluss: „Dass sich die Zeitschrift, in der ehrbare Publizisten wie Wolfgang Schivelbusch publizieren, im Untertitel ‚Vierteljahresschrift für Konsensstörung‘ nennt, könnte uns alle darüber nachdenken lassen, ob der Konsensdiskurs repressive Züge angenommen hat.“
In der Frankfurter Allgemeinen Zeitung vom 16. Dezember 2017 widmete sich Simon Strauß dem in der Tumult-Winterausgabe 2017/18 erschienenen Betrag „Was ist der Künstler in der Welt von heute“ des polnischen Autors und Theaterregisseurs Antoni Libera und fragte mit ihm: „Wo ist die künstlerische Lust am Befremden, am Gegensätzlichen, Geheimnisvollen, Unerklärlichen, hin?“ Dem von Libera ausgesprochenen Wunsch, bald Zeuge der Entstehung einer neuen ästhetisch orientierten Kulturbewegung jenseits von Kommerz und künstlerisch verbrämtem Exhibitionismus zu werden, entspreche Strauß’ Gedanke, „einer Renaissance des Ästhetischen den Boden zu bereiten“.
Die Tageszeitung kritisierte, dass bei einer im Februar 2020 abgehaltenen Veranstaltung des „Tumult-Forums“ vom Vortragsredner Egon Flaig dem Kasseler Regierungspräsidenten Walter Lübcke unter Hinweis auf dessen vorhergehende Äußerungen zur deutschen Flüchtlingspolitik indirekt eine Mitschuld an seiner Ermordung zugeschrieben worden sei. Dieser Interpretation widersprach der SPD-Politiker Mathias Brodkorb in der Frankfurter Allgemeinen Zeitung.
Patrick Bahners bezeichnete das Magazin 2021 in der FAZ als „das im Bahnhofsbuchhandel vorgehaltene Theorieorgan der nationalistischen Systemopposition […], die durch den Streit um die Flüchtlingshilfe politische Wirkung erlangte“.
Laut dem Historiker Volker Weiß geriet der neue Redaktionskreis seit Ende 2015 „weiter ins Fahrwasser der Neuen Rechten“. Heute stelle Tumult „eine ernstzunehmende Konkurrenz für die Sezession“ dar, da sie „professioneller gemacht“ sei und „mit bekannteren Namen v. a. aus der Kunst- und Hochschullandschaft aufwarten“ könne. Gemeinsam sei beiden Organen jedoch „die Klage, die Bundesrepublik sei in ihren Entscheidungen kein souveräner Staat, sondern laufe nach wie vor am Gängelband vor allem der USA“, auch sehe man „die Politik- und Medienlandschaft jenseits der eigenen Reihen als monolithischen Block“.